# Huatanshan (köpinghuvudort i Kina, Jiangxi Sheng, lat 28,71, long 117,82)
Huatanshan (kinesiska: 华坛山) är en köpinghuvudort i Kina. Den ligger i provinsen Jiangxi, i den sydöstra delen av landet, omkring 190 kilometer öster om provinshuvudstaden Nanchang. Antalet invånare är 18 374. Befolkningen består av 8 647 kvinnor och 9 727 män. Barn under 15 år utgör 25,0 %, vuxna 15-64 år 65 %, och äldre över 65 år 8,0 %.
Runt Huatanshan är det ganska tätbefolkat, med 239 invånare per kvadratkilometer. Närmaste större samhälle är Linhu, 13,2 km öster om Huatanshan. I omgivningarna runt Huatanshan växer i huvudsak blandskog.
Genomsnittlig årsnederbörd är 2 757 millimeter. Den regnigaste månaden är juni, med i genomsnitt 493 mm nederbörd, och den torraste är oktober, med 41 mm nederbörd.